# Démétrios de Thessalonique
Pour les articles homonymes, voir Démétrios et Dimitri.

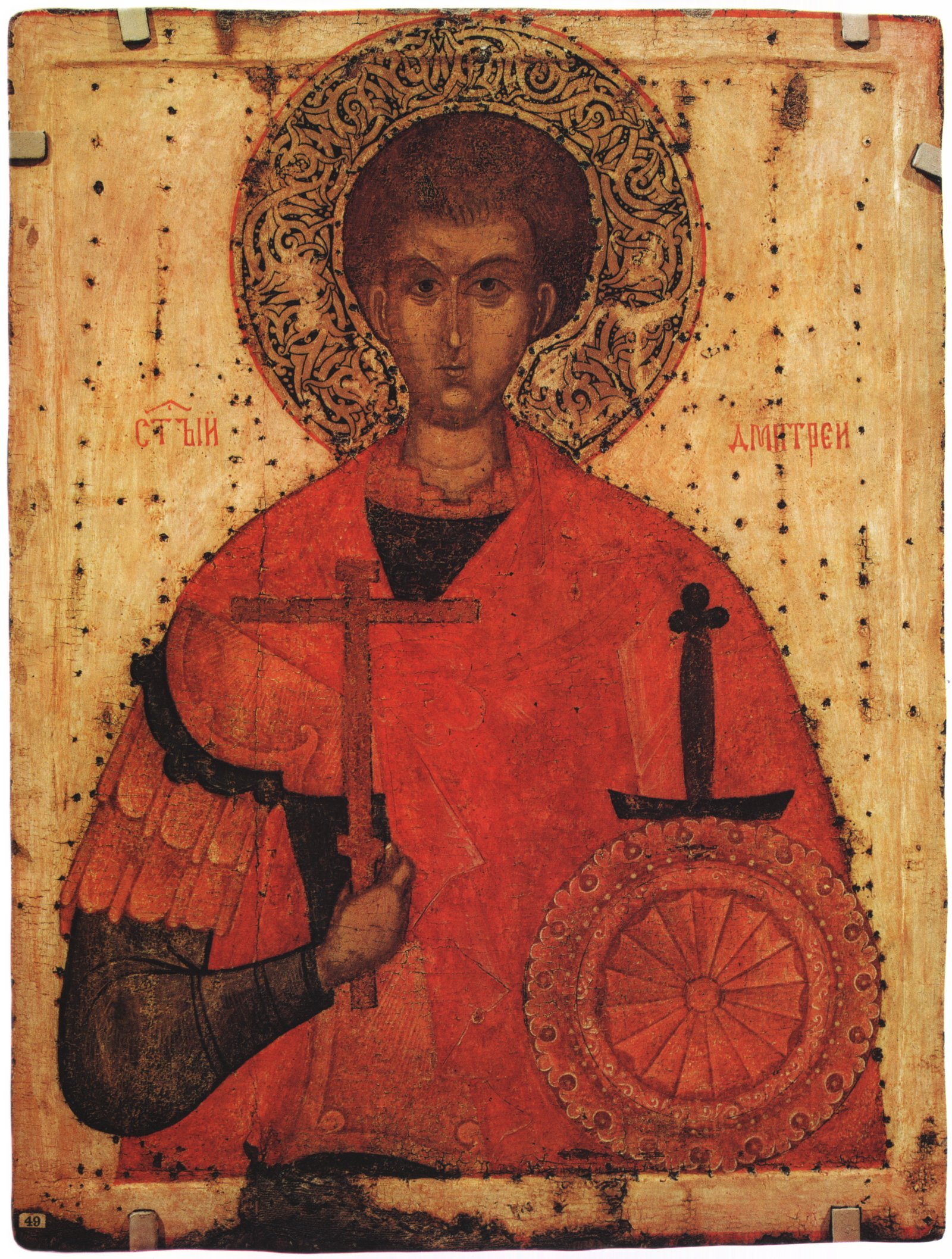
Démétrios de Thessalonique.

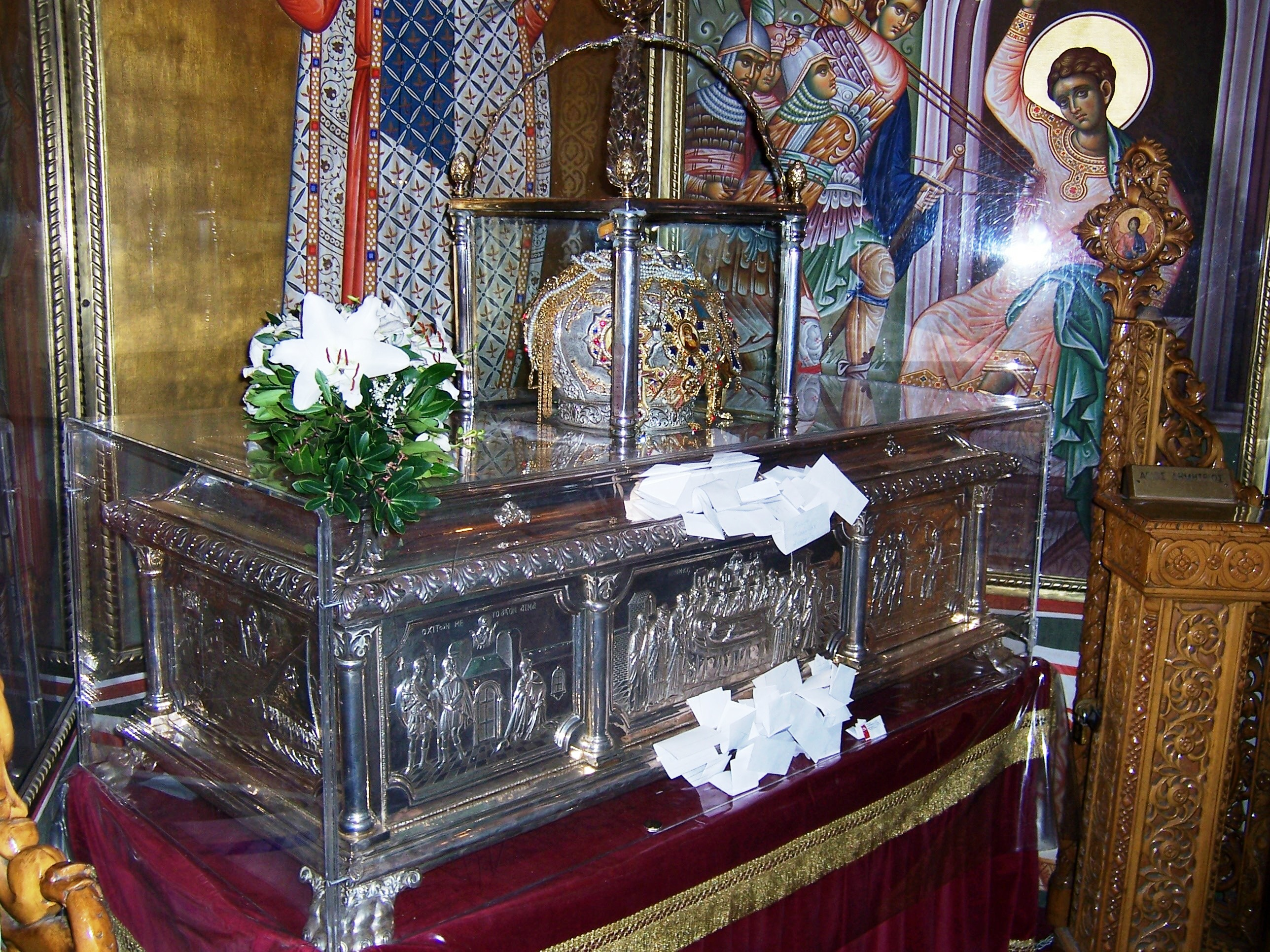
Châsse de saint Démétrios dans la cathédrale de Thessalonique en Grèce.

Démétrios de Thessalonique ou Démétrius ou Dimitrios ou Dimitri ou Démètre, (en grec : Άγιος Δημήτριος της Θεσσαλονίκης) est un grand martyr chrétien qui a accompli son martyre à Thessalonique au début du IVe siècle, vers l'an 306.    
C'est un saint des Églises chrétiennes célébré le 9 avril,, ou le 26 octobre (usage grec). À cette occasion, le premier ministre grec a pour tradition de se rendre à Thessalonique, ville du saint patron qui protège la cité, le 26 octobre de chaque année.

## Vie
Né entre 270 et 281, Démétrios est, selon ses biographes, issu d'une famille noble chrétienne. Après s'être engagé dans l'armée romaine, Démétrios se consacre à propager le christianisme dans la région de Thessalonique et son aura aurait suscité de nombreuses conversions. En 303, Dioclétien et Galère mettent en place la dernière grande persécution chrétienne au sein de l'empire romain. Démétrios aurait été dénoncé par des soldats romains et livré à Galère se trouvant à ce moment à Thessalonique. Avec Nestor, son disciple, il serait mort sous les coups de soldats romains. 
Ainsi, on le représente souvent sur les icônes en tenue militaire, en plein combat avec de nombreux soldats romains, ou bien seul sur son cheval terrassant de sa lance Lyaeos, gladiateur qui aurait tué plusieurs chrétiens. Selon les hagiographes, Nestor aurait vraisemblablement plutôt tué Lyaeos.

## Vénération
Peu de temps après sa mort, une basilique fut érigée sur son tombeau à Thessalonique et elle fut à travers les siècles un grand centre de pèlerinage. 
L'édifice paléochrétien originel existe toujours. Saint Démétrios, mégalomartyr, est vénéré comme l'un des plus importants patrons militaires orthodoxes, souvent associé à saint Georges. On vénère aussi son compagnon de martyre, Nestor.
Hormis dans les Églises orthodoxes, il est assez peu vénéré en Occident.
Il est le patron de la ville de Bucarest et il figure dans les armoiries de la cité.

## Liens
- Ressource relative aux beaux-arts :   - British Museum
- Ressource relative à la religion :   - GCatholic.org
- Notices dans des dictionnaires ou encyclopédies généralistes :   - Deutsche Biographie
  - Gran Enciclopèdia Catalana
- Notices d'autorité :   - VIAF
  - GND
  - Espagne
  - Pologne
  - Tchéquie